# 单小喏
单小喏（1993年10月11日—），原名王军，中国创作歌手。

## 经历
- 18岁自学编曲制作。
- 2010年开始网络翻唱
- 2011年开始网络创作
- 2012年开始正式在网络中发表原创歌曲
- 2012年12月发布专辑《单小喏EP》

## 音乐作品

### 专辑
- 2012年12月8日《单小喏EP》